# دوري أبطال إفريقيا 2013 الأدوار التأهيلية
الأدوار التأهيلية لدوري أبطال أفريقيا 2013 سوف تحدد الفرق الثمانية التي ستتقدم إلى دور المجموعات.
أقيمت قرعة قرعة أدوار التصفيات التمهيدية، الأولى والثانية يوم 9 ديسمبر 2012، وتم الإعلان عن جدول المباريات يوم 10 ديسمبر من قبل الكاف.
تلعب مواجهات التصفيات بنظام المباراتين على أساس الذهاب والإياب. إذا كان الطرفين متعادلين بالنتيجة الاجمالية بعد مباراة الإياب، سوف يطبق قانون الأهداف خارج الديار، وإذا استمر التعادل، ستلجأ المواجهة مباشرة نحو ركلات الترجيح (لن يتم خوض وقت إضافي).

## الدور التمهيدي
يشمل هذا الدور الفرق ال48 التي لم تمر مباشرة إلى الدور الأول.
مباريات الذهاب: 15–17 فبراير؛ مباريات الأياب: 1–3 مارس.
| - شبيبة بجاية - بريميرو دي أغوستو - ريكرياتيفو دو لوبولو - فيتال أو - أسباك - أسفا ينينغا - موتشودي سنتر تشيفز - اي سي ليوباردز - غزال - أفاد دجيكانو - سيوي سبورت - كوتون سبورت | - يونيون دوالا - نادي أي.إس. فيتا - Djabal Club - أولمبيك ريال بانغي - نادي الزمالك - نادي ديبورتيفو إيلا نغيما - نادي سانت جورج - سي إف مونانا - Real de Banjul - أشانتي كوتوكو - نادي هورويا - نادي توسكر | - نادي مؤسسة سفينة ليبيريا للتسجيل - نادي الاتحاد (طرابلس) - خدمات ليسوتو التصحيحية - نادي أديما - نادي الفتح الرياضي (المغرب) - نادي المغرب التطواني - نادي ماشاكويني ‏ - إينوغو رينجرز - كانو بيلارس - Olympic FC - أورلاندو بيراتس - APR | - كاسا سبورت - نادي سان ميشيل السيشيلي - نادي دياموند ستارز - Sporting Clube do Príncipe - نادي إمبابان سوالوز - نادي سيمبا - Dynamic Togolais - النادي الرياضي البنزرتي - URA - نادي زاناكو - نادي ديناموز |

## الدور الأول
يشمل هذا الدور 32 فريق: 24 فريق فائز من الدور التمهيدي، والفرق ال8 التي مرت مباشرة إلى الدور الأول.
مباريات الذهاب: 15–17 مارس؛ مباريات الأياب: 5–7 أبريل.

## الدور الثاني
يشمل هذا الدور 16 فريق فائز من الدور الأول. الفائز من كل مواجهة يتقدم إلى دور المجموعات، بينما يدخل الخاسرون الدور الفاصل لكأس الاتحاد.
مباريات الذهاب: 19–21 أبريل؛ مباريات الأياب: 3–5 مايو.
| - وفاق سطيف - شبيبة بجاية - ريكرياتيفو دو لوبولو - كوتون سبورت | - اي سي ليوباردز - تي بي مازيمبي - سيوي سبورت - الأهلي | - الزمالك - سانت جورج - الملعب المالي - الفتح الرباطي | - إينوغو رينجرز - أورلاندو بايرتس - البنزرتي - الترجي الرياضي |

## وصلات خارجية
- دوري أبطال أفريقيا